# Ulla Walter
Ulla Walter, auch Ulla Gottschalk-Walter (* 10. April 1955 in Meiningen), ist eine deutsche Malerin, Bildhauerin und Grafikerin. Sie zählt zur  Leipziger Schule.

## Leben
Walter schloss 1974 ihr Abitur und eine Ausbildung zum Facharbeiter für Computerbau ab. Von 1974 bis 1976 arbeitete sie auch als Tellerwäscherin, Heizerin sowie als Nachtwächterin im Dresdner Zwinger. Des Weiteren begann sie ein Studium an der TU Dresden (Arbeitswissenschaften). Von 1976 bis 1978 studierte sie Malerei an der Hochschule für Bildende Künste Dresden, wo sie Schülerin von Janusz Kaczmarski (1931–2009) war.
Anschließend, 1978 bis 1981, studierte Ulla Walter an der Hochschule für Grafik und Buchkunst Leipzig bei Bernhard Heisig. Von 1981 bis 1984 war sie Meisterschülerin bei Heisig. Ab 1981 nahm sie regelmäßig an Kunstausstellungen teil, u. a. 1982/1983 an der IX. Kunstausstellung der DDR in Dresden.
Ab 1983 hatte sie einen Fördervertrag mit dem Ministerium für Kultur. Von 1986 bis 1988 war sie Gründungsmitglied der Künstlergruppe INSTABIL, zu der auch der Fotograf und Gebrauchsgrafiker Jörg Gottschalk (* 1955) und der Maler und Grafiker Andreas Krüger (* 1960) gehörten. Sie war bis 1990 Mitglied des Verbands Bildender Künstler der DDR.
1990 begann für Walter eine Zeit der Neuorientierung, in der sie gegenstandslose Bilder und starkfarbige Landschaftsassoziationen schuf. 1990 bis 1992 war sie an der Malerei-Musik-Performance AKUKARTON unter anderem mit dem Saxophonisten Andreas Merkel beteiligt. Von 1993 bis 1997 leitete sie als Gründungsmitglied den Förderverein Kunstschule Z1 e.V. Sie erarbeitete Konzeptionen für Kunstaktionen und Workshops im Industriegebiet des Kalksteinabbaus und der Zementproduktion (in Rüdersdorf bei Berlin). Im Jahr 2000 erhielt sie ein Arbeitsstipendium des Landes Brandenburg für ein Projekt, in dem eine Gruppe beweglicher Lichtobjekte entstand, sowie ein Arbeitsstipendium der Käthe-Dorsch-Stiftung. 2004 erhielt sie den Brandenburgischen Kunstpreis der 'Märkischen Oderzeitung'.
Ulla Walter lebt in Schöneiche bei Berlin.
Die Malerin war mit dem Fotografen und Gebrauchsgrafiker Jörg Gottschalk (* 1955) verheiratet.

## Frühe Werke (Auswahl)
- Ein Lachgas-Traum (1981/1982, Öl)
- Cäsar in den Iden des März (1981/1982, Öl, 135 × 200 cm)[1]

## Ausstellungen und Projekte (Auswahl)
- 1985: Frankfurt/ Oder, Galerie Junge Kunst (Personalausstellung Malerei und Objekte)
- 1992–1996: Serie KALKBILDER / Beginn der “tektonischen Malerei” mit Objekten und dreidimensionalen Bildern – z. T. mit Akustik (von Andreas Merkel) und Licht.
- 1996–1999: Serien ZUKUNFTS-FOSSILIEN  und BAUTEILE-ERDEN; Feuerausstellungen mit Kain Karawahn, Projekt k.u.n.s.t.z.i.n.s. mit der Berliner Volksbank am Potsdamer Platz.
- 2004: Internationales Kunstprojekt GOETZEN in Frankfurt (Oder) und Słubice / zwei Lichtinstallationen; Brandenburgischer Kunstpreis der 'Märkischen Oderzeitung'.
- 2005–2006: Galerie Ruhnke / Potsdam; Konzeptentwürfe für die Stadt Görlitz; Malerei mit Beton und Öl; Lichtskulptur; Bilder & Bilanzen – Beteiligung Kunstsammlung Berliner Volksbank.
- 2007: Beton und Öl – Bilder aus zwei Zeiten – ver.di-Haus, Berlin.
- 2008: Kunstmuseum Dieselkraftwerk Cottbus / Beteiligung mit Günther Uecker, Max Slevogt, Willi Baumeister, Hermann Glöckner, Emil Schumacher u. a.
- 2009–2010: Freiheit der Idee – Potsdam Museum und Galerie Ruhnke, Potsdam; “9/11 - 11/9” - Hewitt Gallery New York City (Beteiligung)
- 2011: Unter der Haut – Farbstationen – Einzelausstellung Kunsthaus Meiningen.
- 2012: Diva & Heldin – Automobilforum Unter den Linden Berlin (Beteiligung).
- 2014: aufgeraut – Institut für Medien und Kunst, Lage-Hörste.
- 2014–2015: Stadt-Bild / Kunst-Raum Potsdam Museum (Beteiligung).
- 2015: Vier Wege vor dem Jetzt – Malerei und Objekte Burg Beeskow.
- 2016: Land, Stadt, Land – Blicke auf Berlin und Brandenburg – Bilder aus der Sammlung des Rundfunk Berlin-Brandenburg, mit Otto Antoine, Ralf Berger, Manfred Besser, Lutz Brandt, Manfred Butzmann, Christo, Klaus Fußmann, Rolf Händler, Thomas Hartmann, Ingo Kühl, Harald Metzkes, Arno Mohr, Kurt Mühlenhaupt, Karl Oppermann, Barbara Raetsch, Frank Rödel, Karin Sakrowski, Hans-Otto Schmidt, Herbert Tucholski u. a., Kunstgalerie Altes Rathaus, Fürstenwalde 2016.
- 2017: Die wilden 80er Jahre in der deutsch-deutschen Malerei, mit Elvira Bach, Ina Barfuss, Rainer Fetting, Hubertus Giebe, Bernhard Heisig, Klaus Killisch, Markus Lüpertz, Helmut Middendorf, Neo Rauch, Hans Scheuerecker, Stephan Velten u. a., Potsdam Museum (Beteiligung).
- 2019: Point of no Return, Wende und Umbruch in der ostdeutschen Kunst, Museum der bildenden Künste Leipzig, (Ausstellungsbeteiligung), mit Hartwig Ebersbach, Lutz Dammbeck, Hubertus Giebe, Sighard Gille, Hans-Hendrik Grimmling, Arno Rink, Hans Scheuerecker, Clemens Gröszer, Sabine Herrmann, Klaus Killisch, Helge Leiberg, Walter Libuda, Wolfgang Mattheuer, Neo Rauch, Strawalde, Werner Tübke, Trak Wendisch, Doris Ziegler, Gudrun Petersdorff, Bernhard Heisig, Harald Metzkes u. v. a.
- 2020: Tete a tete. Stiftung Kunstforum der Berliner Volksbank.
- 2021: Wir. Nähe und Distanz. Stiftung Kunstforum der Berliner Volksbank.
- 2021: Radius_Jetztzeit. Lingnerschloß, Dresden
- 2022: Eine Sammlung – Viele Perspektiven. Potsdam Museum.
- 2022: Aufbrüche. Umbrüche. Stiftung Kunstforum der Berliner Volksbank.
- 2022–2023: herzwärts wild. Umbrüche 1982-97. Künstlerinnen aus der DDR. Dieselkraftwerk / Brandenburgisches Landesmuseum für Moderne Kunst; Cottbus.
- 2024: Die Mauer: vorher, nachher, Ost und West. Kunstsammlung der Berliner Volksbank. Stiftung Brandenburger Tor im  Max-Liebermann-Haus; Berlin (Beteiligung).
- 2024: Reise ins Ungewisse. Einblicke in die Welt des Surrealismus. Kunsthalle Talstraße; Halle (Saale) (Beteiligung).

### Ausstellungen in der DDR (unvollständig)

#### Einzelausstellungen
- 1985: Frankfurt/Oder, Galerie Junge Kunst (Malerei, Objekte)

#### Teilnahme an zentralen und wichtigen regionalen Ausstellungen
- 1981: Dresden, Ausstellungszentrum am Fučík-Platz („25 Jahre NVA“)
- 1982/1983: Dresden, IX. Kunstausstellung der DDR
- 1983/1984: Altenburg, Lindenau Museum („Junge Künstler des Bezirkes Leipzig“)
- 1984: Berlin, Altes Museum („Junge Künstler der DDR“)
- 1985: Frankfurt/Oder, Bezirkskunstausstellung
- 1989: Berlin, Nationalgalerie („Konturen. Werke seit 1949 geborener Künstler der DDR“)